# Rubia infundibularis
Rubia infundibularis là một loài thực vật có hoa trong họ Thiến thảo. Loài này được Hemsl. & Lace miêu tả khoa học đầu tiên năm 1891.